# Andrenosoma violacea
Andrenosoma violacea là một loài ruồi trong họ Asilidae. Andrenosoma violacea được Fabricius miêu tả năm 1781. Loài này phân bố ở vùng Cổ Bắc giới.